# Represa Atibainha
A Represa Atibainha é formada pela barragem de mesmo nome localizada no rio Atibainha, no município de Nazaré Paulista, estado de São Paulo.

## Características
Inaugurada no ano de 1975 no rio Atibainha, um afluente do rio Atibaia, pertence a Companhia de Saneamento Básico do Estado de São Paulo (SABESP) e faz parte do Sistema Cantareira para o abastecimento de água da Região Metropolitana de São Paulo.
A barragem possui uma altura de 29 metros e seu reservatório possui uma área inundada de 1.557,65 hectares, com capacidade de 290,78 milhões de metros cúbicos de água. Opera no nível de 787 metros dentro do Sistema Cantareira, recebendo por gravidade através do Túnel 6 as águas da Represa Cachoeira, que opera no nível de 822 metros, e envia também por gravidade através do Túnel 5 suas águas para o rio Juqueri, que através dele chega a Represa Paiva Castro, que opera no nível de 745 metros.
Em março de 2018, após a crise hídrica no estado de São Paulo em 2014–2016, entrou em operação a interligação dos reservatórios da Usina Hidrelétrica Jaguari e de Atibainha, fazendo a transferência de cerca de 5,1 mil litros de água por segundo da bacia do rio Paraíba do Sul para o Sistema Cantareira. A água bruta é captada na represa da UHE Jaguari e bombeada em direção à represa Atibainha, percorrendo um corredor de quase 20 quilômetros composto de adutoras e de um túnel.

## Galeria

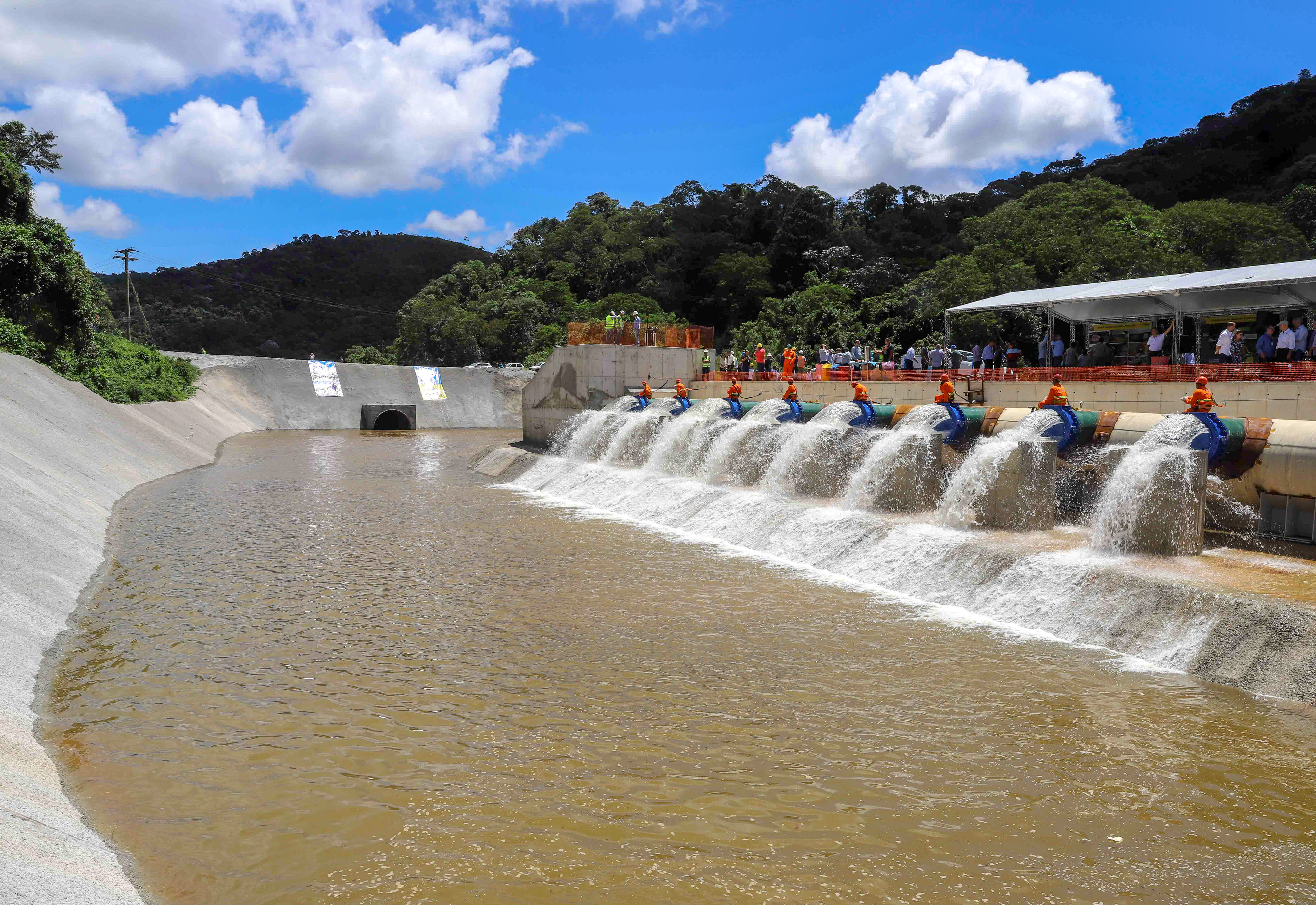
Transferência de água da bacia do Paraíba do Sul para o Sistema Cantareira.